# مقاطعة بشيبرام
مقاطعة بشيبرام (بالتشيكية: Okres Příbram)‏ هي مقاطعة (أوكريس) في إقليم بوهيميا الوسطى في جمهورية التشيك.
عاصمة هذه المقاطعة هي مدينة بشيبرام.

## اقرأ أيضاً
- مقاطعات جمهورية التشيك